# Studium

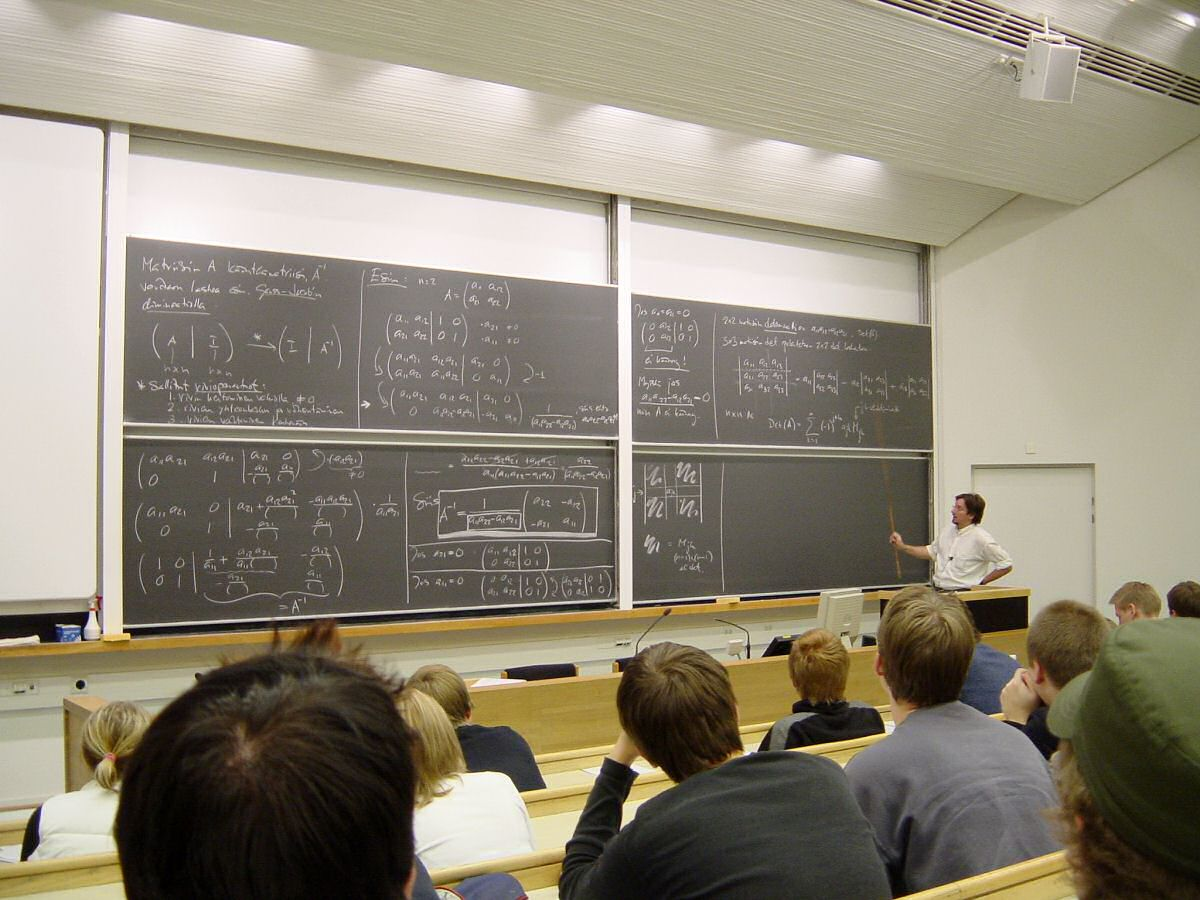
Vorlesung in Mathematik an der Technischen Universität Helsinki

Unter Studium (lateinisch studere „[nach etwas] streben, sich [um etwas] bemühen“) wird primär das wissenschaftliche Lernen und Forschen an Universitäten, ihnen gleichgestellten Hochschulen und Fachhochschulen verstanden. Für das Studium an Hochschulen ist die vorherige Immatrikulation (Einschreibung) erforderlich, die an gewisse Voraussetzungen gebunden ist, vor allem die Hochschulreife.
Zu Werbezwecken wird der Begriff Studium heute auch für manche andere Bildungseinrichtungen des tertiären Bildungsbereichs (Ausbildungen, z. B. an Fachschulen, Berufsfachschulen, Berufsakademien oder Fachakademien) oder für Bildungseinrichtungen des quartären Bildungsbereichs (Weiterbildungen, z. B. an Fernschulen, Verwaltungs- und Wirtschaftsakademien) verwendet.

## Inhalt
Ein Studium besteht unter anderem aus dem Besuch von Vorlesungen, ergänzt durch Übungen (vereinzelt auch Feldübungen), Tutorien, Seminare, Repetitorien, Kolloquien, Praktika und aus dem Selbststudium. Das erworbene Wissen wird entweder in semesterbegleitenden Teilprüfungen oder in Abschlussprüfungen durch Klausuren oder mündliche Prüfungen abgefragt. In der Regel schließt eine wissenschaftliche Examensarbeit das Studium ab.
Die Zuständigkeit der Hochschulen ist von Staat zu Staat unterschiedlich. So liegt sie in Deutschland auf Länderebene, in der Schweiz liegt die Zuständigkeit mit Ausnahme der beiden Eidgenössischen Technischen Hochschulen auf kantonaler Ebene, in Österreich liegt die ganze Bildung in der Zuständigkeit des Bundes. Für das Studium wird je nach Staat, Bundesland, Hochschule und angestrebtem Hochschulabschluss eine Studiengebühr erhoben.

## Situation in verschiedenen Ländern

### Deutschland
Die Zulassungsvoraussetzungen für das Studium an einer Hochschule hängt in Deutschland davon ab, um was für eine Hochschule es sich handelt. So wird für das Studium an einer Universität im Allgemeinen das Abitur oder ein gleichwertiger Abschluss erwartet, während für den Besuch einer Fachhochschule die Fachhochschulreife genügt. Bei einigen Fächern bestehen Zulassungsbeschränkungen (Numerus clausus). Die Bewerbung für einen Studienplatz erfolgt entweder über die Stiftung für Hochschulzulassung oder direkt an die jeweilige Hochschule.
Seit dem Beginn der Vereinheitlichung der europäischen Hochschulbildung im Rahmen des Bologna-Prozesses (seit 1999) unterscheidet man auch in Deutschland zwischen einem grundständigen Studium (Bachelor, Diplom, Magister, erstes Staatsexamen, Lizenziat, Baccalaureus/Bachelor) und einem darauf aufbauenden postgradualen Studium (Master). Auf das letztere kann ein Doktorat aufgebaut werden. Eine Besonderheit in Deutschland ist das duale Studium, in dem in das Hochschulstudium umfangreiche Praxisanteile eingeflochten sind, die in Unternehmen absolviert werden.

### Vereinigte Staaten
Hochschulen gibt es in den Vereinigten Staaten seit dem 17. Jahrhundert. Als die älteste gilt die Harvard University, deren Ursprung im Jahre 1636 liegt. Im Jahre 2017 existierten in den USA 4.298 Hochschulen, darunter 2.672 Privathochschulen. An diesen waren 14,56 Mio. Studenten eingeschrieben. Der Anteil der Studenten ist in den USA sehr hoch. Im Jahre 2018 haben 59,7 % aller Jugendlichen der „Class of 2018“ (Schulabbrecher eingeschlossen) ein Studium begonnen.
Die Hochschulen bieten Studiengänge mit bis zu vier verschiedenen Abschlüssen an: Associate, Bachelor, Master und Doktor. Eine Besonderheit der tertiären Bildung in den Vereinigten Staaten sind die außerordentlich hohen Studiengebühren.

### Australien
Australien hat 43 Universitäten sowie weitere Hochschulen und technische Schulen. Voraussetzung für ein Studium ist mindestens ein Schulabschluss von der Highschool, ein Certificate III oder Certificate IV. Unterschieden werden 6 verschiedene akademische Studiengänge: Bachelorstudium, Masterstudium, Graduate Certificate und Graduate Diploma, Bachelor Degree Honour und Doktoratsstudium. Die Bachelor- und Masterstudiengänge entsprechen in der Dauer, dem Ablauf und dem Umfang den entsprechenden Studiengängen in Deutschland. Bei dem Graduate Certificate und Graduate Diploma handelt es sich um Aufbaustudien, die 6 bis 12 Monate dauern und als Ergänzung zu einem bereits absolvierten Studium besucht werden können. Doktoratsstudien können in Australien ausschließlich an Universitäten durchgeführt werden und dauern in der Regel 3–4 Jahre.
Wie in den Vereinigten Staaten sind auch in Australien die Studiengebühren außerordentlich hoch. Je nach Studiengang können die Gebühren auch 100.000 $ überschreiten.